# Lionel Charles Henley
Lionel Charles Henley, auch Bill Henley (* 1833 in London; † 8. Oktober 1893 ebenda), war ein britischer Genremaler und Illustrator der Düsseldorfer Schule.

## Leben
Um 1860 studierte Henley mehrere Jahre in Düsseldorf Malerei. Zeitweise wohnte er dort in der Schadowstraße 84 und teilte sich eine Wohnung mit dem britischen Autor und Zeichner George du Maurier. Von 1857 bis 1861/1862 war Henley Mitglied des Künstlervereins Malkasten. Um 1862 ließ er sich in London nieder. Von 1879 bis zu seinem Tod war er Mitglied der Royal Society of British Artists. Von 1862 bis 1893 stellte er mindestens 145 Bilder aus, davon zehn an der Royal Academy of Arts. Zuletzt lebte Henley in London-Hampstead, wo er 1893 verstarb.